# William Wheeler (politico 1915-1989)
William McDonald Wheeler (Alma, 11 luglio 1915 – Alma, 5 maggio 1989) è stato un politico statunitense, membro della Camera dei Rappresentanti per lo Stato della Georgia dal distretto n.8.

## Biografia
Nato a Alma, in Georgia, ha studiato presso il South Georgia College a Douglas, presso il Middle Georgia College a Cochran e al Teachers College a Statesboro. Era un insegnante. Ha servito lo United States Army dal 1942 al 1946. Nel 1952 era delegato presso la Democratic National Convention. Morì il 5 maggio del 1989 a Alma, sua città natale.

## Carriera politica
Wheeler fu eletto alla Camera dei Rappresentanti in tre legislature dal 1947 al 1955. Perse le ri-elezioni nel 1954 contro la democratica Iris Faircloth Blitch. Lavorò tra il 1955 e il 1956 per la Georgia Motor Vehicle Division nell'Internal Revenue Department a Atlanta. Ricoprì molteplici cariche pubbliche come supervisore scolastico e esaminatore delle tasse.